# おはようパーソナリティ小縣裕介です
『おはようパーソナリティ小縣裕介です』（おはようパーソナリティおがたゆうすけです）は朝日放送ラジオ（ABCラジオ）で2022年（令和4年）3月28日から毎週月曜日 - 木曜日 6:30 - 9:00（JST）に放送中の生ワイド番組。
『おはようパーソナリティ』シリーズの第3代に当たる番組の一つ（『おはようパーソナリティ道上洋三です』月 - 木曜分の後継番組）で、小縣裕介（朝日放送テレビアナウンサー）の冠番組にも当たる。ただし、新聞などに掲載される番組表によっては、番組のタイトルを「おはようパーソナリティ小県裕介です」という異体字で表記することがある。

## 概要
朝日放送ラジオは朝日放送（ラジオ・テレビ兼営局としての旧法人）時代の1971年4月1日（月曜日）から1977年3月25日（金曜日）まで、『おはようパーソナリティ中村鋭一です』を平日の早朝に生放送。1977年3月28日（月曜日）からは、『おはようパーソナリティ道上洋三です』のタイトルで、道上洋三（朝日放送→朝日放送テレビアナウンサー）が先輩の中村鋭一からパーソナリティを引き継いでいた。
しかし、道上は2021年9月11日（土曜日）に自宅で脳梗塞を発症。この事態を受けて、『おはようパーソナリティ道上洋三です』では翌週の月曜日（13日）から、朝日放送テレビの後輩アナウンサー（小縣や古川昌希など）がパーソナリティを暫定的に代行していた（当該項に詳述）。朝日放送ラジオでは「道上の復帰を待つ」という姿勢を示しつつも、本人が高齢（当時78歳）の身で入院加療を経てリハビリに専念していることを考慮したうえで、家族や関係者との協議を経て『おはようパーソナリティ道上洋三です』を終了させることを決定。小縣がパーソナリティ代理を務めた2022年3月25日（金曜日）放送分で、45年にわたる歴史に幕を下ろした。
その一方で、朝日放送ラジオでは『おはようパーソナリティ』シリーズを継続したうえで、道上以外のアナウンサーをパーソナリティに立てることを検討。現役のスポーツアナウンサーでもある小縣に対して、（テレビを含めた）プロ野球・高校野球（全国高等学校野球選手権大会）中継への出演と並行しながら『おはようパーソナリティ』を任せることを打診した。小縣もこの打診を快諾したため、『 - 道上洋三です』の月 - 木曜分を『おはようパーソナリティ小縣裕介です』として継承。週5日の勤務を基調に朝日放送テレビが設けている社内規定を踏まえて、スポーツアナウンサーとしての小縣の活動を金 - 日曜日や祝日に集中させることなどを条件に、金曜分を古川の冠番組（『おはようパーソナリティ古川昌希です』）として編成することも決まった。その結果、朝日放送ラジオが平日の午前中（5 - 12時台）と夕方帯（15 - 17時台）に自社制作で放送している生ワイド番組はすべて、2022年4月改編から月 - 木曜日と金曜日で別々に編成されるようになった。
小縣・古川とも第3代の「おはようパーソナリティ」に当たるが、シリーズ史上初めて月 - 木曜日と金曜日でパーソナリティを分担。『 - 道上洋三です』の最終アシスタントだったいがらしあみ（オフィスキイワード所属のフリーアナウンサー）を当番組の初代アシスタントとして事実上続投させる一方で、『 - 古川昌希です』のアシスタントに去来川奈央（松竹芸能所属のフリーアナウンサー）を迎えたため、アシスタントも「おはようパーソナリティ」シリーズ史上初めて月 - 木曜日と金曜日で別々の人物が担当している。放送上は大半のコーナーやスポンサーを『 - 道上洋三です』から引き継いでいるものの、過去のシリーズ番組から一転して、「リスナーから寄せられた疑問を放送中に解決する『問題解決型ラジオ』」というコンセプトを『 - 古川昌希です』と共に打ち出している。
当番組の放送を開始してからは、小縣がスポーツアナウンサーとしての活動や休暇との兼ね合いで、全国高等学校野球選手権大会中継の期間中（8月上 - 中旬）や祝日を中心に当番組を定期的に休演。小縣の休演日には、2021年9月13日以降の『 - 道上洋三です』と同様に、他の同僚アナウンサーがパーソナリティ代理を随時担当している（詳細後述）。ただし、古川が代演する日に限って、金曜分と同じく『おはようパーソナリティ古川昌希です』というタイトルで放送。「『おはようパーソナリティ○○です』という番組タイトルの『○○』にパーソナリティ代理者の氏名を入れて放送する」という措置は、2022年8月第2週までのシリーズ番組で一切為されていなかったが、同月15日（月曜日）から古川が当番組のパーソナリティ代理を担当する日に限って適用される。逆に、『おはようパーソナリティ古川昌希です』のパーソナリティを小縣が代行する場合には、『おはようパーソナリティ小縣裕介です』というタイトルを使用している（最初の該当例は2024年1月5日）。
なお、いがらしは2023年3月30日（木曜日）放送分でアシスタントを卒業。翌週（4月3日）からは、板垣菜津美（元・福井放送アナウンサー）が月・火曜日、江崎友基子（当番組と放送時間が一部重なる朝日放送テレビ『おはよう朝日です』の元・アシスタント）が水・木曜日にアシスタントを務めている。

## 現在（2024年10月以降）の出演者

### パーソナリティ
- 小縣裕介（朝日放送テレビアナウンサー）
  - 『おはようパーソナリティ中村鋭一です』放送開始の半年後（1971年9月29日）に出生（当番組スタートの時点では50歳）。「おはようパーソナリティ」前任者の中村・道上にもスポーツアナウンサーとして活動した時期があったが、「おはようパーソナリティ」を担当する前に活動を終了していたため、『おはようパーソナリティ』シリーズ史上初めてスポーツ中継への出演を続けながらレギュラーでパーソナリティを務める。逆に、金曜日担当の古川は、スポーツアナウンサーとして活動した実績のないアナウンサーから初めて「おはようパーソナリティ」にレギュラーで起用。
    - 本人によれば、「『おはようパーソナリティ』とスポーツ実況の『二刀流』」「古川との『おはようパーソナリティ』の分担」といった異例の体制は、日本国内でいわゆる「働き方改革」が進んでいる風潮を背景に朝日放送ラジオ側から提案されたという。このような経緯から、パーソナリティへの就任に際しては、月 - 木曜日が祝日と重なる場合[注釈 2]や、全国高等学校野球選手権大会中継の期間中（8月上 - 中旬）[注釈 3]に当番組を休演することをあらかじめ表明。以上の場合に加えて、大会中継期間の前後に夏季休暇を取得する場合に、同僚のアナウンサーなどをパーソナリティ代理に立てることも決めている[4]（詳細後述）。
      - 2022 FIFAワールドカップ（日本時間で2022年11月20日から12月18日までカタールで開催）の期間中には、ABEMAが東京からのオフチューブ方式で中継の動画を配信する試合の一部で実況を担当。大会全試合の中継動画における日本国内向けのインターネット配信権を保有しているABEMAに対して、大株主の1つであるテレビ朝日と系列局から一部のアナウンサーを配信限定の実況要員として派遣することに伴う措置で、朝日放送テレビからは同僚の高野純一と共に抜擢された。小縣自身は当番組への出演を続けながら、11月24日（木曜日）の深夜・25日（金曜日）の夕方・27日（日曜日）の未明・12月2日（金曜日）の深夜（いずれも日本時間）に開催されたグループリーグの4試合[注釈 4]を東京界隈のスタジオで実況。逆に、決勝トーナメント期間中の12月第2週には、「ABCラジオスペシャルウィーク　交流戦冬の陣」という企画の一環で当番組より後に放送されている生ワイド番組[注釈 5]にもゲストで出演している。

  - 『ABCミュージックパラダイス』（ABCラジオの自社制作による深夜帯の音楽番組シリーズ）第1期のパーソナリティ時代に、自身の苗字（小縣＝おがた）にちなんでリスナーから付けられた「ガッチ」という愛称が、リスナーや関係者に広く浸透。当番組のパーソナリティ起用を機に、当番組を船に例えながら「ガッチ丸」、自身を「ガッチ丸の船長」とも称している。また、『 - 古川昌希です』との共同企画で（古川の愛称である「フルポン」と合わせて）「ガッチポン」という名義を使用することもある。

#### パーソナリティ代理
◎：担当の時点で朝日放送テレビのアナウンサー（☆の人物は小縣の同僚に当たるスポーツアナウンサー）

○：『おはようパーソナリティ道上洋三です』時代にもパーソナリティ代理を経験

放送上は、古川以外の人物が代演する場合に、『 - 道上洋三です』に続いて「『おはようパーソナリティ小縣裕介です』、ピンチヒッターの○○です」（○○は氏名）と名乗っている。古川が代演する場合には、本来出演している金曜日と同じく『おはようパーソナリティ古川昌希です』というタイトルで放送するため、このような措置を講じない。

##### 2022年
- 5月
  - 3日（火曜日＝憲法記念日）[注釈 6]：上田剛彦◎○、4日（水曜日＝みどりの日）・5日（木曜日＝こどもの日）[注釈 7]：柴田博◎○
- 7月
  - 18日（月曜日＝海の日）：高野純一◎☆
  - 25日（月曜日＝小縣はこの日から1週間にわたって夏季休暇[注釈 8]）：藤崎健一郎◎、26日（火曜日）：北村真平◎○、27日（水曜日）：山下剛◎☆、28日（木曜日）：北條瑛祐◎☆
- 8月
  - 8日（月曜日＝小縣は6日から2週間ほど第104回全国高等学校野球選手権大会中継への出演を優先）・9日（火曜日）：柴田博、10日（水曜日）・11日（木曜日＝山の日）：上田剛彦（11日の『 - 古川昌希です』でも古川に代わって担当）
  - 15日（月曜日） - 18日（木曜日）：古川昌希（この週は19日放送分と合わせて『おはようパーソナリティ古川昌希です』というタイトルで放送）
- 10月
  - 10日（月曜日＝スポーツの日）[注釈 9]：藤崎健一郎
- 11月
  - 3日（木曜日＝文化の日）：上田剛彦、23日（水曜日＝勤労感謝の日）：山下剛

##### 2023年
- 1月
  - 9日（月曜日＝成人の日）：高野純一
- 2月
  - 20日（月曜日）・21日（火曜日）：上田剛彦、22日（水曜日）：藤崎健一郎、23日（木曜日＝天皇誕生日）：福井治人◎☆
    - 小縣とは兵庫県立兵庫高等学校の後輩にも当たる福井は、代演者を含めても『おはようパーソナリティ』シリーズ史上最年少（31歳10ヶ月）でパーソナリティを担当。
- 3月
  - 21日（火曜日＝春分の日）：柴田博
- 5月
  - 3日（水曜日＝憲法記念日）：藤崎健一郎、4日（木曜日＝みどりの日）：高野純一
- 7月
  - 17日（月曜日＝海の日）：高野純一
  - 24日（月曜日＝小縣はこの日から1週間にわたって夏季休暇）：上田剛彦、25日（火曜日）：藤崎健一郎、26日（水曜日）：福井治人、27日（木曜日）：山下剛
    - 7月27日には、山下と江崎の共演が、2001年（山下が朝日放送へ入社した年）の『おはよう朝日です』以来22年振りに実現した。
- 8月
  - 7日（月曜日） - 10日（木曜日） ：柴田博（11日の『おはようパーソナリティ古川昌希です』と合わせて代演）
    - 小縣は、6日から2週間ほど第105回全国高等学校野球選手権記念大会中継への出演を優先。

  - 14日（月曜日） - 17日（木曜日）：古川昌希
    - 前週を夏季休暇に充てたうえで、本来担当する金曜分（18日）を含めて『おはようパーソナリティ古川昌希です』というタイトルで放送。
- 10月
  - 9日（月曜日＝スポーツの日）：上田剛彦
- 11月
  - 23日（木曜日＝勤労感謝の日）：藤崎健一郎

##### 2024年
- 1月
  - 8日（月曜日＝成人の日）：高野純一
    - 前週（5日）の『おはようパーソナリティ古川昌希です』（この年最初の放送）では、小縣がパーソナリティを初めて代行した。1日の夕方に令和6年能登半島地震が発生したことを受けて、古川が「（朝日放送テレビが加盟する）ANN取材団」の一員として、震源に近い石川県内を同日の夜から取材していたことによる。このような事情から、5日の『 - 古川昌希です』は『おはようパーソナリティ小縣裕介です』というタイトルで放送された（当該項で詳述）。
- 2月
  - 12日（月曜日＝建国記念の日の振替休日）：藤崎健一郎
- 3月
  - 4日（月曜日）：山下剛、5日（火曜日）：上田剛彦、6日（水曜日）：北條瑛祐、7日（木曜日）：高野純一
    - 小縣は以上の期間中に、朝日放送テレビのリフレッシュ休暇を取得。
    - 上田は、朝日放送テレビの人事異動で5月31日付でアナウンス職を離れたため、結果として3月5日の代演が最後の出演になった。

  - 20日（水曜日＝春分の日）：藤崎健一郎
- 4月
  - 29日（月曜日＝昭和の日）：古川昌希
- 5月
  - 6日（月曜日＝子どもの日の振替休日）：藤崎健一郎
- 7月
  - 15日（月曜日＝海の日）：古川昌希
  - 22日（月曜日） - 25日（木曜日）：藤崎健一郎
    - 小縣が第106回全国高等学校野球選手権大会の開幕（8月7日＝水曜日）を前に、1週間の夏季休暇を取得したことに伴う代演。
- 8月
  - 12日（月曜日＝山の日の振替休日）：古川昌希
    - 第106回全国高等学校野球選手権大会の期間中で、平日が祝日と重なったことに伴う代演。
      - 小縣はこの年から、選手権本大会の期間中にも、山の日や振替休日を除く月 - 木曜日に当番組へ通常どおり出演。準々決勝までの期間には、月 - 木曜日でも、当番組の本番を終えてから午後帯（第3試合以降）の中継で実況することが相次いでいた。
- 9月
  - 16日（月曜日＝敬老の日）：古川昌希
  - 23日（月曜日＝秋分の日の振替休日）：藤崎健一郎
- 10月
  - 14日（月曜日＝スポーツの日）：古川昌希
- 11月
  - 4日（月曜日＝文化の日の振替休日）：古川昌希

##### 2025年
- 1月
  - 13日（月曜日＝成人の日）：古川昌希
- 2月
  - 11日（火曜日＝建国記念の日）：藤崎健一郎
  - 24日（月曜日＝天皇誕生日の振替休日）：古川昌希
- 3月
  - 3日（月曜日） - 6日（木曜日）：藤崎健一郎
    - 小縣は以上の期間中に、朝日放送テレビのリフレッシュ休暇を取得。

  - 20日（木曜日）：藤崎健一郎
- 4月
  - 29日（火曜日＝昭和の日）：藤崎健一郎
- 5月
  - 5日（月曜日＝こどもの日）：藤崎健一郎
- 7月
  - 21日（月曜日＝海の日） - 24日（木曜日）：藤崎健一郎
    - 小縣が第107回全国高等学校野球選手権大会の開幕（8月5日＝火曜日）を前に、1週間の夏季休暇を取得したことに伴う代演。

### その他のレギュラー出演者
- アシスタント
  - 月・火曜日：板垣菜津美（東京都青梅市出身・舞夢プロ所属のフリーアナウンサーで元・福井放送アナウンサー、2023年4月3日 - ）
    - 元・福井放送アナウンサー（自身とは同期入社）で、2018年4月1日から毎日放送（朝日放送テレビと同じ在阪の民放テレビ単営局）やMBSラジオの気象キャスターを務めている前田智宏（京都市出身・南気象予報士事務所所属の気象予報士・防災士）の妻[5]。前田が自身との結婚後に南気象予報士事務所を通じて毎日放送との間で気象キャスターの専属契約を結んだことがきっかけで、前田と共に京都市内で生活している。

  - 水・木曜日：江崎友基子（大阪府高槻市の出身で朝日放送テレビ『おはよう朝日です』平日版の元・アシスタント、2023年4月5日 - ）
    - 2001年3月から『おはよう朝日です』の平日版で宮根誠司（当時は朝日放送のアナウンサーで総合司会）のアシスタントを3年間務めた後に、関東地方で（セント・フォース所属のフリーアナウンサーとして）の活動・結婚・4年間にわたる中華人民共和国での生活などを経て、大阪府内での生活を2012年から再開。2019年からは、プロダクション・セイに所属しながら、朝日放送ラジオで『ABCニュース』（担当をフリーアナウンサーに委託している日曜分）や『林智美の日曜ミッケ』（朝日放送グループが運営する通信販売サイト「ABCミッケ」との連動番組）に出演している。ちなみに、当番組では「ABCラジオ　交流戦ウィーク」期間中の2023年6月13日（水曜日）に、宮根を「話のダイジェスト」（8時台）のゲストに迎えた。
    - 『日曜ミッケ』は2021年4月4日から毎週日曜日の6:30 - 6:45に放送されていて、当番組と違って事前に収録しているため、当番組のアシスタント就任後も放送と出演を続けている。その一方、『ABCニュース』の日曜分については、当番組アシスタントへの就任を機に2023年3月で担当を終了。
- ニュースキャスター（7時台・8時台の「ABCニュース」を担当）
  - いずれも朝日放送テレビのアナウンサーで、担当日には『朝も早よから』（朝日放送ラジオの自社制作で平日の早朝に当番組と『おはようパーソナリティ古川昌希です』の本番直前まで放送している生ワイド番組）シリーズのパーソナリティを兼務。
  - 芦沢誠（担当期間中は『朝も早よから　芦沢誠です』のパーソナリティを兼務）
    - 月 - 木曜日担当：2022年3月28日 - 2024年9月26日
      - 『おはようパーソナリティ道上洋三です』が放送されていた2019年1月から担当。朝日放送テレビでは2023年3月31日付で正社員としての定年（60歳）を迎えてからも、嘱託扱いの「シニアアナウンサー」として在籍しているため、4月3日（月曜日）以降も『朝も早よから』のパーソナリティと当番組のニュースキャスターを兼務している。

    - 月 - 水曜日担当：2024年9月30日 - 
      - 2024年の10月改編で、『朝も早よから　芦沢誠です』の生放送が週3日（月 - 水曜日）の体制へ移行したことに伴う変更。

  - 柴田博（担当期間中は『朝も早よから　柴田博です』のパーソナリティを兼務）
    - 木曜日担当：2024年9月30日 - 
      - 2024年の10月改編から、『朝も早よから』木・金曜分のパーソナリティを任されたことに伴う起用。金曜日には、『 - 古川昌希です』のニュースキャスターを10月4日放送分から兼務する。
- 清水とおる（7時台後半の「ABC天気予報」にのみ出演）
  - 朝日放送グループと契約している気象予報士で、『おはようパーソナリティ道上洋三です』時代の2006年から出演しているほか、『 - 古川昌希です』でも7時台後半の「ABC天気予報」のみ担当している。
  - 俳句や歳時記の鑑賞が趣味で、小縣が一時メインキャスターを務めていた『NEWSゆう+』（朝日放送テレビ平日夕方の関西ローカル向け報道・情報番組）でも気象キャスターを担当。江崎がアシスタントを務めていた時期の『おはよう朝日です』（平日版）に、本来の気象キャスターである正木明（気象予報士）の代理としてスタジオで江崎と共演したこともあった。
  - 2023年9月15日の『 - 古川昌希です』出演後に新型コロナウイルスへ感染していることが確認されたため、隔離療養期間に当たる翌週（後述する18日の公開生放送から21日まで）の「ABC天気予報」には、朝日放送グループの気象情報関連業務を共同で担う気象予報士が日替わりで出演。本人は9月22日（金曜日）の『 - 古川昌希です』から、朝日放送ラジオ・テレビ制作番組への出演を再開した。

#### 備考
アシスタントを板垣と江崎が週に2日ずつ担当している2023年度から、アシスタントが本来の担当曜日に休演する場合には、担当曜日の異なるアシスタントが主に代演している。
- 柴田がパーソナリティを代行することが決まっていた2023年8月第2週（7 - 10日放送分）では、板垣・江崎とも通常の担当と同じ曜日（板垣は7・8日／江崎は9・10日）にのみ出演を予定していたが、板垣が体調不良で7日（月曜日）から休演したことを受けて、江崎が急遽7 - 10日（木曜日）を通じてアシスタントを担当した。ちなみに柴田は、江崎がアシスタントを務めていた時期の『おはよう朝日です』にも、金曜日を中心にレギュラーで出演。また、板垣は翌週（古川がパーソナリティを代行した14日）から、月・火曜放送分への出演を再開している。
- 2024年9月2日（月曜日）・3日（火曜日）放送分では、板垣が体調不良を理由に休演したため、江崎がアシスタントを代行。その江崎も3日の本番後に体調を崩したため、4日（水曜日）・5日（木曜日）放送分では、桂紗綾（朝日放送テレビアナウンサーで本来は『 - 古川昌希です』のニュースキャスター）がアシスタントを務めた。

## 過去の出演者
- いがらしあみ（初代アシスタント、オフィスキイワードに所属するフリーアナウンサー、2022年3月29日 - 2023年3月30日）
  - 『おはようパーソナリティ道上洋三です』の最終アシスタントで、2020年に野村朋未（第12代アシスタント）の夏季休暇中での代演を経て、同年10月5日（月曜日）放送分から第13代のアシスタントとして平日の全曜日に出演。アシスタントへの正式な就任を機にリスナーから「あーみん」という愛称が付けられていて、小縣とは、道上の脳梗塞発症に伴って金曜分のパーソナリティ代理を務めていた時期から共演していた。
  - 阪神甲子園球場（阪神タイガースの本拠地）がある兵庫県西宮市の出身[注釈 10]で、関西地方における高校・大学野球の事情に詳しい。本名の漢字表記は「五十嵐愛生」で、実母は結婚前に「久本有香」という名義で『ABCヤングリクエスト』（道上が初代のパーソナリティに名を連ねていたラジオの深夜番組）のパーソナリティを務めていた。
  - 当番組を開始してからは、夏季休暇で休演する場合に、 『 - 古川昌希です』アシスタントの去来川奈央が同番組と合わせてアシスタントを担当。逆に、去来川が『 - 古川昌希です』を休演する場合には、自身が同じパターンで代演していた。

## 放送時間
- 2022年3月28日  -  　月 - 木曜日6:30 - 9:30（金曜日には『おはようパーソナリティ古川昌希です』を編成）
  - 毎年8月に開催される全国高等学校野球選手権大会では、準々決勝までの期間で第1試合の開始を8:00（または8:30）に予定している日に、当番組の放送終了時間を繰り上げる。ラジオでの実況中継を優先するための措置だが、この場合にも、「こどもの詩」までのレギュラーコーナー（後述）を通常どおり放送。予定されていた全ての試合の中止が放送中までに決まった場合や、第1試合の開始を9:00以降にまで遅らせる場合や、大会の休養日と重なる場合には通常の全編生放送へ切り替える。
  - 朝日放送ラジオでは、東京箱根間往復大学駅伝競走（箱根駅伝）の往路（1月2日）・復路（3日）とも、文化放送が制作する中継の同時ネットを8:00から実施している。当番組では、往路・復路のうち少なくとも1日が月 - 木曜日に当たる場合に、6:30から8:00までの短縮放送で対応[注釈 11]。その一方で、1月1日には、曜日にかかわらず新春特別番組（いずれも前年末に収録）を午後に編成している（いずれも箱根駅伝の同時ネットを開始した2003年以降の『 - 道上洋三です』から踏襲）。

## 「radiko」への対応
当番組と『 - 古川昌希です』は、朝日放送（ラジオ）の放送対象地域（近畿広域圏）以外のエリアからも「radiko.jpプレミアム」（有料・登録制）のエリアフリー聴取サービスを通じて中継の音声を聴取できるようになっている。また、生放送の同録音源を、本放送日から1週間後の午前5:00まで「radiko.jpプレミアム」のタイムフリー聴取サービスで再生できる。
もっとも、ラジオで放送中の音源をradikoで配信する場合（サイマル配信）には、インターネットの通信環境や通信量（トラフィック）などによって放送から30秒前後の遅延が生じる。また、「radiko.jpプレミアム」のタイムフリー聴取サービスで配信される音源については、近畿広域圏以外のエリアからも再生できる一方で、1つの音源を再生できる時間を制限。最初に再生を始めてから一定の時間（連続再生の場合には3時間・分割再生の場合には24時間）を経過した時点で、自動的に「再生終了」とみなされる。
これに対して、朝日放送ラジオでは2023年5月8日（月曜日）から、「2時間以上にわたって放送した番組の同録音源を、基本として1時間ごとに分割したうえで個別に配信する」という措置を全番組に適用。当番組でも、同録音源を「6:30 - 7:00」「7:00 - 8:00」「8:00 - 9:00」に分割したうえで、5月8日放送分のタイムフリー向け配信から実施している。さらに、9月25日（月曜日）から同月29日（金曜日）の『 - 古川昌希です』までの5日間は、「『リアルタイムに近い』（放送から配信までの遅延時間を5秒前後にまで抑えた）サイマル配信」（配信音声に関するウェブアンケートと連動した配信テスト）を近畿広域圏向けに実施。この期間中には、テスト用の再生プレイヤーを『おはパソ』シリーズの公式サイトへ組み込む一方で、近畿広域圏以外のエリアには従来と同じ音質・遅延時間の音声を「radiko.jpプレミアム」のエリアフリー聴取サービス経由で配信していた。

## タイムテーブル
コーナーについては、特記しない限り、『おはようパーソナリティ道上洋三です』（『 - 道上洋三です』）の月 - 木曜分からスポンサーごと継承。生放送番組のため、コーナーの放送時間を変更したり、コーナーを休止したりすることがある。また、小縣やアシスタントが休演する日の放送では、以下に記す「小縣」「アシスタント」の役割を代理者が担当。

### 6時台
- 6:30　オープニング

『おはようパーソナリティ中村鋭一です』（『 - 中村鋭一です』）の時代から、パーソナリティ（○○）による「おはようパーソナリティ、○○です」という番組タイトルの読み上げが挨拶を兼ねている。ちなみに、小縣が『 - 道上洋三です』で道上の代役を務めた期間中は、「『おはようパーソナリティ、道上洋三です』。ピンチヒッターの小縣裕介です」と名乗っていた。
小縣は『 - 道上洋三です』のパーソナリティ代理時代から、アシスタントとの間でトークをひとしきり展開した後に、リスナーから募集するメッセージのテーマを決めている。メッセージはFAXでも受け付けているが、放送上は道上と同じく、FAXを「ファクシミリ」と表現している。
当番組を開始してからは、月曜放送分のテーマを「週末リポート」（前週土曜日および放送前日の出来事に関する報告）に事実上限定。火 - 木曜分については、オープニングのトークで出てきた話題や、放送前日のパーソナリティとアシスタントとその家族及び番組スタッフの行動などからテーマを決めている。もっとも、実際には『 - 道上洋三です』時代ほどには厳密に決められておらず、小縣がメッセージを募集する際に「間口を広くしてお待ちしています」と呼び掛けることも多い。
- 6:45　「ABC天気予報」

『 - 道上洋三です』時代に続いて、アシスタントが関西地方の気象概況を伝える。2022年10月27日（木曜日）までは『 - 道上洋三です』時代と同じく6:50頃に放送していたが（「今日の朝刊」前に短信の天気予報が紹介されていた）、後述する「今日の朝刊」と順番を入れ替える格好で、翌週（10月31日＝月曜日）から放送時間を繰り上げた。
繰り上げ当初の一時期のみ、コーナースポンサーが付いていた。
- 6:49　今日の朝刊

放送日に大阪で発行された一般紙朝刊（最終版）の1面（新聞休刊日にはスポーツ紙の即売版と共同通信社の配信記事）から、小縣が私見を交えながら注目の記事を取り上げる。
放送上は『 - 道上洋三です』時代からコーナータイトルを出さず、パーソナリティによる「朝刊です」との一言を合図に記事の紹介を開始。当コーナーで伝え切れなかった場合には、7時台のフリーゾーンにまで持ち越す。
1面のトップ記事が新聞社によって異なる場合には、『 - 道上洋三です』時代と違って、社会面に掲載の記事から紹介することが多い。
- 6:53　「おでかけインフォメーション」

交通情報全般を扱うコーナー。最初に、朝日放送ラジオの平日生ワイド番組で最も早く、日本道路交通情報センターから担当者が最新の道路情報を伝える。その後で、アシスタントが当番組のスタジオから関西圏の航空便・鉄道の発着情報を入れる。
- 6:55　「おはよう朝一番」

放送開始までにハガキ・電子メール・FAXで届いたリスナーからのメッセージを紹介。小縣が7時の時報をまたぎながら、プライベートでの出来事や、放送の前日（前週）に催されたスポーツ関連の大会・試合について語ることも多い。

### 7時台
- 7:00　「おはようメッセージ」

時報明けに小縣・アシスタントがリスナーに向けて挨拶してから、「おはよう朝一番」に続いて、リスナーから寄せられたメッセージから一部を紹介。前述した事情でリハビリに専念している道上の近況も、小縣を通じて随時報告している。
- 7:05　「ABCニュース」

2019年1月以降の『 - 道上洋三です』に続いて、『朝も早よから　芦沢誠です』パーソナリティの芦沢が8時台を含めて担当。2024年3月28日（木曜日）まではスポンサーが付いていなかったため、非常時や異常気象の発生時を除いて、ニュースを読む前に挨拶を兼ねて小縣・アシスタントとのクロストークへ臨んでいた。
- 7:10　「ABC天気予報」

6時台と同様に、アシスタントが天気予報の原稿を読む。
2023年2月28日（月曜日）放送分までは、この時間の天気予報のみ、「今週のお天気ミュージック」として、ヒット曲などのインストゥルメンタル1曲を1週間（『 - 古川昌希です』と）共通のBGMとして放送。そのため、初代アシスタントのいがらしは『 - 道上洋三です』時代から、天気予報を伝えた後にBGMの曲名・アーティスト名を紹介していた。
『 - 道上洋三です』時代の2021年4月1日から8時台の天気予報を単独で提供してきた牛乳石鹸共進社が、2023年3月1日（火曜日）放送分から（『 - 古川昌希です』を含めた）提供枠をこの時間帯へ移したことに伴って、沼光絵理佳（ピアニスト）のアレンジ・ピアノ演奏による「牛乳石鹸のうた」を「お天気ミュージック」に使用。
- 7:13　「ABC交通情報」
- 7:15　フリーゾーン

放送日に発行された一般紙朝刊の記事（新聞休刊日にはスポーツ紙の即売版と共同通信社の配信記事）から、気になる話題を1つ取り上げる。
『 - 道上洋三です』に続いて、毎月最初の放送日には、「～月の暦」を必ず放送。季節に応じた複数のBGMを流しながら、小縣が向こう1ヶ月間の暦や、主な行事・イベントの予定を紹介している。『 - 道上洋三です』時代と違って、「遊人」（あそびと）と称して自作した俳句の披露で締めくくることが特徴。年始に放送される短縮版の初日には、対象を向こう1年間に広げた「今年の暦」をこの時間帯に放送している。
- 7:25　「スポーツの話題」

『 - 中村鋭一です』の時代から、日本プロ野球（NPB）のシーズン中で阪神タイガースが前日に組まれていた試合に勝利した場合に、パーソナリティとアシスタントが（代演者を含めて）球団歌の『六甲おろし』を熱唱することで知られるコーナー。この場合には、「第○回阪神タイガース劇場」と称しながら、『ABCフレッシュアップベースボール』（朝日放送ラジオのプロ野球中継）での実況が収録された音源（または報道素材として収録された音源）からハイライトシーンを放送する。
小縣は当番組のパーソナリティと並行しながら阪神戦中継での実況・ベンチリポートも続けるため、『サクサク土曜日　中邨雄二です』（毎週土曜日の7:30 - 10:00に放送中の生ワイド番組）における中邨雄二（先輩アナウンサーで2022年3月31日の定年後も同番組やスポーツ中継などへの出演を継続）と同じく、現役のスポーツアナウンサーでありながら『六甲おろし』を熱唱。「おはようパーソナリティ」のレギュラー担当者としては初めて、（金 - 日曜日に）『 - フレッシュアップベースボール』向けの中継で（曜日を問わず）阪神の勝利を実況できた場合には、（翌週月曜日の）当コーナーで自身の実況音源を流しながら『六甲おろし』を歌い上げている。ちなみに、阪神が快勝していた場合には、その試合で目に付いたプレーや活躍選手の名前を織り込みながら自身やリスナーが作った詞も「4番」と称して熱唱。第2代アシスタントの江崎は、自他共に認める独特の音程の持ち主であることから、2023年シーズンからは出演の前日（火・水曜日）に阪神が勝利した場合の歌いっぷりが新たな聴きどころになっている。また、10-FEETの書き下ろしによる『gg燦然』（ジージーさんぜん）を（『フレッシュアップベースボール』を含む）朝日放送グループの阪神戦中継・関連番組の共通テーマソングに使用している2024年シーズンからは、直近の阪神の戦い振りを当コーナーで回顧する場合に『gg燦然』を冒頭で流している。
2023年9月21日（木曜日）放送分では、オリックス・バファローズ（京セラドーム大阪を本拠地に使用しているNPB球団）が前夜（20日）に同ドームでの対千葉ロッテマリーンズ戦に勝利したことによってパシフィック・リーグでの3連覇を達成したことを、「特別開催　オリックス・バファローズ劇場」と銘打って特別に紹介。20日の夜には阪神も甲子園球場での対読売ジャイアンツ（巨人）戦に勝利していて、21日の当コーナーでは「（2023年シーズンの通算で）第54回阪神タイガース劇場」も放送されたため、小縣と江崎は『SKY』（オリックスの球団歌）と『六甲おろし』を立て続けに熱唱している。
阪神とオリックスが2023年の日本シリーズで対戦することを受けて、小縣はシリーズ期間中の当コーナーで、前日の試合で阪神が勝利した場合に『六甲おろし』・オリックスが勝利した場合に『SKY』をアシスタントと共に歌うことを公言。第2戦（10月29日＝日曜日）を終えた時点で両チームとも1勝ずつ挙げていたため、翌30日（月曜日）の当コーナーでは、小縣と板垣による『SKY』と『六甲おろし』の歌唱が初めて実現した。オリックスは10月31日（火曜日）の第3戦にも勝利したが、江崎の出演日であった翌11月1日（水曜日）の当コーナーでは、『SKY』をBGMとして流すだけにとどめている。
阪神は2023年11月5日（日曜日）の日本シリーズ第7戦（京セラドーム大阪でのオリックス対阪神戦）で、1985年以来38年振りのシリーズ制覇（日本一）を達成。翌日（6日）の当コーナーでは、前夜の『ABCフレッシュアップベースボール』第7戦中継から高野の実況を同録したダイジェスト音源を交えながら、小縣と板垣が達成を記念して『六甲おろし』の「1番」を披露した。さらに、8時台前半の「話のダイジェスト」（後述）では、当初予定していた企画を延期させたうえで「（阪神の）日本一監督特集」を急遽編成。前夜の試合後に収録した小縣から岡田彰布監督へのインタビュー音源を放送したほか、1985年の「日本一」監督だった吉田義男（朝日放送テレビの野球解説者・日刊スポーツの野球評論家で放送の時点では90歳）が電話で生放送に出演している。
『 - 道上洋三です』時代の2014年4月1日から、淀川製鋼所がこのコーナーを単独で提供。NPBのシーズン中には、「小縣が『六甲おろし』を熱唱した直後に、同社の40秒CMをはさんで、阪神戦以外のプロ野球と他の主なスポーツの結果を紹介する」というパターンが定着していた。2023年10月2日（いずれも月曜日）からスポンサーを付けずに放送していたが、2024年のNPBレギュラーシーズン開幕翌週（4月1日＝月曜日）以降は、井上定（いのうえ　さだ：東大阪市に本社を置く内・外装製品の専門商社）が単独で提供。
NPBレギュラーシーズン中の火曜日および、オフシーズン中の『 - 古川昌希です』には、『 - 道上洋三です』時代に続いて寺尾博和（日刊スポーツ西日本大阪本社編集委員）が定期的に出演している。
- 7:40　「ABC交通情報」（番組開始から3ヶ月間は7:45頃に放送）
- 7:45　「ABC天気予報」（番組開始から3ヶ月間は7:53頃に放送）

『 - 道上洋三です』時代の2009年10月4日（月曜日）放送分から、気象予報士の清水がこの時間にのみ出演。主な放送対象地域である関西地方が異常気象（台風や豪雨など）に見舞われている場合や、放送の時点で異常気象の発生が予想される場合を除いて、放送時点での季節・天気に関する俳句や歳時記の一節を織り交ぜながら当日の気象概況を伝える。
- 7:52　リスナーからのメッセージ紹介

番組開始から3ヶ月間は7:45頃に放送。放送日によっては、「スポーツの話題」の続きに充てていた。その後は、2024年3月まで7:55頃に放送。
全国高等学校野球選手権大会の期間中で、大会の第1試合の開始時間が8:00に設定されている日には、当番組の放送を7:54で切り上げる。ただし、当番組の放送を開始した2022年以降の大会では、小縣がテレビ・ラジオ中継での実況担当を終盤に離脱したうえで当番組でのスタジオ出演を再開している。ちなみに、小縣は実況の担当期間中に「高校野球日記」を綴っていて、「日記」の内容を出演再開初日の「話のダイジェスト」で自ら読み上げている。
2022年の第104回全国高等学校野球選手権大会期間中の当番組では、小縣が第1試合のラジオ中継で実況を担当する日に限って、「ABCニュース」直後のフリーゾーンを割愛。「スポーツの話題」から「こどもの詩」までの放送時間をその分だけ繰り上げたうえで、小縣の居る阪神甲子園球場放送席からのミニ中継を「こどもの詩」の直後（7:50前後からエンディングの直前まで）に編成していた。この中継は、金曜日の第1試合ラジオ中継で小縣が実況する場合にも放送されていて、小縣がパーソナリティ代演者やアシスタントとのクロストークを交えながら当日の試合中継の聴きどころを紹介していた。

### 8時台
- 8:00　「話のダイジェスト」

『話題のアンテナ 日本全国8時です』（朝日放送ラジオが加盟するJRNのネットワークセールス番組）の企画ネットによる日替わりの特集コーナーで、同番組のCMのみ放送。『 - 道上洋三です』時代に続いて、ゲストを招くことが多い。
時報明けに小縣とアシスタントがリスナーに向けて挨拶してから、本編をスタート。放送日によっては、時報前に続いてメッセージを紹介してから、スポットCMをはさんでこのコーナーを始めることがある。
- 8:20　「健康道場」

サンスターが単独で提供する日替わりコーナーで、『 - 道上洋三です』の時代から放送。月 - 水曜日には、健康に関する話題を取り上げる。
『 - 道上洋三です』では火曜日に編成していた「リスナー道場」を、当番組の開始を機に木曜日へ移動。リスナーから引き続きメッセージを受け付けたうえで、投稿したメッセージが紹介されたリスナーに、コーナーと同名の健康食品（サンスターの製品）を進呈する。
朝日放送ラジオで2014年10月から2023年4月1日まで毎週土曜日の7:00 - 7:30（『サクサク土曜日 中邨雄二です』の直前）に放送されている『道上洋三の健康道場』は、このコーナーから派生したサンスター単独提供の事前収録番組で、道上の氏名を番組のタイトルに冠したまま2022年4月から伊藤史隆（中邨と同期のスポーツアナウンサーで小縣の先輩）をメインパーソナリティ代理に迎えていた。道上に復帰の目途が立っていないことや、伊藤が芦沢と同じタイミングで朝日放送テレビの「シニアアナウンサー」へ移行することを踏まえて、2023年4月8日から『Sunstar presents 浦川泰幸の健康道場プラス』（道上・伊藤・小縣の後輩アナウンサーである浦川泰幸の冠番組）にリニューアル。
『 - 道上洋三です』時代から、本編に続いてサンスターの40秒CM（主に「健康道場」ブランド製品のPR）を放送。全国高等学校野球選手権大会中継との兼ね合いで当コーナーを放送できない場合には、2023年までこのCMを中継内のスポットCM枠に組み込んでいた。2024年の第106回大会期間中は、7:56までの短縮版を放送する日に、「健康道場」のコーナーを7時台前半のフリーゾーンに編成。
- 8:25　「おはパソ ラジオショッピング」

『 - 道上洋三です』時代の2011年4月に、「ジャパネットたかたのラジオショッピングコーナー」として放送を開始。「おはパソ」シリーズが当番組と『 - 古川昌希です』へ移行した後は、2023年6月29日（木曜日）まで8:50頃、同年7月2日（月曜日）から2024年3月28日（いずれも木曜日）まで8:30頃に放送されていた。2024年3月25日（月曜日）以降の当番組では、月・火曜日に「ジャパネットたかたラジオショッピング」、水・木曜日に「快適生活ラジオショッピング」として編成。
- 8:30　「ABCニュース」（2024年3月28日までは8:37頃に放送）
- 8:35　「ABC天気予報」（2024年3月28日までは8:40頃に放送）

『 - 道上洋三です』時代の2021年4月1日から牛乳石鹸共進社が単独で提供してきたが、同社の提供枠が7時台前半の天気予報へ移った2023年3月1日（火曜日）以降は、前述した「今週のお天気ミュージック」をこの時間帯に放送。6時台・7時台の前半に続いて、アシスタントが天気予報を伝える。
- 8:37　「ABC交通情報」

6時台の「おでかけインフォメーション」と同じ構成で、2024年3月28日までは8:40頃に放送。
- 8:40　「こどもの詩（うた）」

『 - 道上洋三です』時代の1982年から放送されているコーナーで、小学生から寄せられた手書きの作文から、毎日1編をアシスタントが代読。作文を読まれた小学生には、5,000円分の図書カードと、代読の模様を録音したCDを進呈している。『 - 道上洋三です』時代から長らく7時台の終盤に編成されていたが、2024年4月1日（月曜日）からこの時間帯で放送。
2024年の9月第4週には、23日 - 26日の当番組と27日の『-  古川昌希です』で、「こどもの詩スペシャル」を7時台のフリーゾーン（前述）で生放送。自分で書いた作文をスタジオで朗読したい小学生をハガキとメールで募集したうえで、抽選で毎日1名をスタジオに招いている。
- 8:45　「話のマーケット」

『 - 道上洋三です』で長らく放送されていたものの、最終盤（2021年頃）に休止していたコーナーを復活。実際には、リスナーからのメッセージ紹介やインフォマーシャルに充てられている。2023年6月29日までは、8:30頃からこの時間帯まで、インフォマーシャル→「ABCニュース」→「ABC天気予報」→「ABC交通情報」→当コーナー→「ジャパネットたかたラジオショッピング」の順に放送。
- 8:57　エンディング

翌日（木曜日には『 - 古川昌希です』）の「話のダイジェスト」で取り上げる予定のテーマを小縣が紹介したうえで、木曜日には古川、休演前最後の放送日にはパーソナリティの代理者へ向けてメッセージを残す。
- 8:59　番組終了

## テーマ曲
- 「クラリネット・ポルカ」
  - 『おはようパーソナリティ中村鋭一です』の初回から、『おはようパーソナリティ』シリーズの共通テーマ曲としてオープニングとエンディングに放送。

## 時刻の告知方法
『おはようパーソナリティ』シリーズは平日早朝の生放送番組であるため、正時（0分）の時報とは別に、7時台に5分単位・8時台に10分単位で時刻を告知している。正時以外の時刻の告知には、効果音と合成音声を使用。時刻が7:05の場合には、効果音に続いて、合成音声で「7時、5分。」とだけ伝えている。
効果音は流す季節に応じた素材（カッコウの鳴き声や蒸気機関車の警笛音など）を用いていて、番組の進行にかかわらず、上記の時刻に差し掛かると強制的に流れるようになっている。そのため、当該時刻でCMを放送していても、CMの音源に効果音と合成音声を重ねる格好で時刻を伝えている。
ちなみに、道上の脳梗塞発症を受けて小縣が毎週金曜日にパーソナリティ代理を務めていた時期（2021年11月19日 - 2022年3月25日）の『 - 道上洋三です』では、7時0分の時報にスポンサーを付けていた一方で、8時0分に時報のみ強制的に挿入していた。当番組でもこの体制を『 - 古川昌希です』と共にスポンサーごと踏襲していたが、2022年7月4日（月曜日）からは、別のスポンサーが『 - 古川昌希です』と共通で8時0分の時報に付いた。その関係で7・8時とも時報の直前にスポンサーのCM（時報CM）を入れているため、『 - 道上洋三です』時代から7:40頃に編成していたリスナーからのメッセージ紹介ゾーンを7:55頃に移動させたうえで、このゾーンの切れ目を8時の時報CMに合わせている。

## 特別番組・イベント・連動企画

### 公開生放送
過去の『おはようパーソナリティ』シリーズで恒例になっていた公開生放送については、『 - 道上洋三です』時代の2020年初頭から日本で流行している新型コロナウイルス感染症への対策を可能な限り講じたうえで、『 - 古川昌希です』との合同企画として、2022年9月19日（月曜日・敬老の日）に神戸震災復興記念公園（みなとのもり公園）で初めて実施することを計画していた。この計画は令和4年台風14号の接近が予想されたことを受けて直前に中止されたが、2022年11月13日（日曜日）に万博記念公園（大阪府吹田市）の一角で開かれた「ABCラジオまつり2022」では、公開生放送で予定していた企画（小縣・いがらし・古川・去来川が一堂に会してのア・カペラとボイスパーカッションによる「上を向いて歩こう」「六甲おろし」の演奏）を「おしゃべりステージ」（生放送と連動していないイベント向けに「お祭り広場」へ設けられていたステージ）で実現。さらに、「上を向いて歩こう」の収録音源を14日（月曜日）、「六甲おろし」の収録音源を15日（火曜日）の当番組で7時台の前半に放送した。
2022年12月28日（水曜日）には、小縣・いがらし・古川・去来川・清水の参加による餅搗き大会を、「話のダイジェスト」以降の時間帯に生放送と連動させながら「堂島リバーデッキ」（当番組のスタジオがあるほたるまち内のオープンスペース）で開催。当番組と『 - 古川昌希です』にとっては事実上初めての公開イベントで、5人が交互に搗いてから4種類の味を付けた餅は、「堂島リバーデッキ」に集まったおよそ100名の一般人（リスナー・近隣の住民・通行人など）に先着順で振る舞われた。小縣によれば、「新型コロナウイルス感染症の流行が（開催の時点で）終息していないことを踏まえて、（高層のマンションなどが建ち並ぶ）ほたるまち界隈の住民になるべく迷惑が掛からないように、『町内会のイベント』のような感覚で開催に踏み切った」とのことで、開催については当日のオープニングトーク中に本人から突如発表された。
2023年の敬老の日（9月18日の月曜日）には、上記の事情から2022年に断念した公開生放送を、『 - 古川昌希です』との合同企画として改めて開催。会場はみなとのもり公園で、いがらしの後任扱いで2023年4月から同番組のアシスタントを分担している板垣菜津美（月・火曜日担当）と江崎友基子（水・木曜日担当）、「スポーツの話題」へ随時出演している寺尾も参加した。
当初は気象キャスターの清水が参加することも告知されていたが、9月15日（金曜日）の当番組出演後に新型コロナウイルスへの感染が確認されたことを受けて参加を断念。本来清水が担当している7時台後半の「ABC天気予報」については、清水と共に朝日放送テレビ・ラジオの気象情報関連業務を担っている気象予報士の真治大輔が、朝日放送ラジオの本社スタジオから出演した。また、7・8時台の「ABCニュース」については、通常の『 - 小縣裕介です』と同じく芦沢が本社のスタジオから伝えている。
「スポーツの話題」では、この年の誕生日（7月26日）で90歳を迎えていた吉田義男（朝日放送テレビ野球解説者で元・阪神内野手および監督）が「スペシャルゲスト」として出演すると、小縣の勧めで『六甲おろし』の1番を熱唱。「こどもの詩」では、作文を書いた本人が会場で朗読する模様を放送した。さらに、「『おはパソ』のスタッフが小縣・古川・板垣・江崎・去来川へ個別に課していた『ミッション』を実行する」という方式で、リスナーや観覧者も参加できる複数のステージ企画を実施。本来は「話のダイジェスト」を放送している8時台の前半には、「トム・クルーズコンテスト」（小縣がトム・クルーズ主演の実写映画『トップガン マーヴェリック』に心酔していることを踏まえた「ミッション」）が、『わいわいサタデー』（芦沢が朝日放送の若手アナウンサー時代に司会を務めていたテレビの生放送番組）内の名物企画「女性なんでもコンテスト」に似た体裁で開かれていた。ちなみに、「トム・クルーズコンテスト」の司会は古川で、小縣は「ほたるまちのトム」・寺尾は「（出身地である福井県）あわらのトム」と称して男性リスナー（2名）と共にコンテストへ参加していた。

### 特別番組
『 - 道上洋三です』時代からの慣例で、元日（1月1日）には当番組を本来の時間帯で放送しない一方で、前年末に収録した新春特別番組を午後に編成している。
- 1月1日が日曜日に当たる2023年には、『 - 小縣裕介です』単独の特別番組として、『おはパソ新春特番!～51歳の全力少年～』を13:00 - 14:30に放送。当時の小縣の同僚（朝日放送テレビの現役アナウンサー）からヒロド歩美（同年3月31日付で退社）が出演したほか、同期のアナウンサーだった清水次郎（兵庫県立西宮甲山高等学校教諭・硬式野球部監督）と、星稜高等学校（石川県）の硬式野球部監督時代から小縣・清水と親交のある山下智茂（石川県立門前高等学校硬式野球部アドバイザー）をゲストに招いている[7]。
  - 朝日放送ラジオが制作する番組に清水次郎が「（高校の）先生」として出演することは、朝日放送（旧法人）からの退社（2016年6月30日）を経て、高校の社会科教諭として2017年度に兵庫県教育委員会に採用されてから2回目である。また、サブタイトル（「51歳の全力少年」）は、放送時点での小縣の実年齢と愛聴曲（スキマスイッチ『全力少年』）に由来している。
- 2023年には、阪神タイガースが2005年以来18年振りのセントラル・リーグ優勝を経て、オリックス・バファローズとの日本シリーズで1985年以来38年振りのシリーズ制覇（「日本一」）を達成。朝日放送ラジオでは、阪神が読売ジャイアンツ（巨人）とのナイトゲーム（阪神甲子園球場）に勝利したことでリーグ優勝を決めた9月14日（木曜日）の深夜と、日本シリーズ第7戦（京セラドーム大阪でのナイトゲーム）に勝利したことで「日本一」を達成した11月5日（日曜日）の深夜に、当番組がベースの生放送による優勝記念特別番組を急遽編成した（当該項で詳述）。

### テレビ番組との連動企画
- 朝日放送→朝日放送テレビが新卒扱いでアナウンサー（新人アナウンサー）を採用した年には、新人アナウンサーが新人合同研修とアナウンス研修を経て（朝日放送）ラジオの定時ニュースで「初鳴き」（番組デビュー）を控えている日（主に6 - 7月の水曜日）の早朝に、リスナーや視聴者への自己紹介を兼ねて『おはようパーソナリティ道上洋三です』と『おはよう朝日です』（通称『おは朝』の平日版）へ相次いで出演することが2020年まで恒例になっていた[注釈 21]。以上の「お披露目企画」は道上の発案によるものだが、朝日放送テレビが2022年4月1日付で福戸あやと平野康太郎をアナウンサーとして入社させたことを受けて、同年以降は当番組が「朝日放送ラジオにおける新人アナウンサーのお披露目の場」としての役割を『 - 道上洋三です』から引き継いでいる（テレビでは『おは朝』で上記の企画を引き続き実施）[8]。
- 『 - 道上洋三です』時代の1979年から1985年まで年に1回実施した後に、2006年9月25日に1回限定で復活させていた『おは朝』とのサイマル放送（当該項で詳述）を、2022年6月6日（月曜日）から再開している。当初は3ヶ月に1回程度の放送を予定していたが、2023年からは「ABCラジオ　交流戦ウィーク」期間中の1日に特別企画として実施（最初の実施日は同年6月12日＝月曜日）。
  - 当番組開始の時点では、『おは朝』平日版の放送枠が、2部構成方式で5:00 - 8:00に設定されている。実際には、6・7時台に小縣が当番組スタジオからの中継を通じて『おは朝』に出演。逆に、8時台の「話のダイジェスト」では、本番を終えたばかりの『おは朝』から出演者の一部（小縣の後輩アナウンサーで総合司会の岩本計介など）を当番組のスタジオに迎えている。

### 有料イベント

#### 2023年
- 昼夜2部構成による『おはようパーソナリティ』シリーズ全体の有料イベントとして、『拝啓、おふくろ』（2022年2月に光文社から刊行された道上洋三の私小説）の朗読会を、3月11日（土曜日）にあましんアルカイックホール・オクトで開催。当時の当番組のレギュラー陣から小縣・いがらしが昼の部（14:00開演）へ出演したほか、沼光が昼・夜公演を通じてピアノを演奏していた[9]。
  - この朗読会は、「脳梗塞からの復帰に向けた療養とリハビリに専念している道上とつながる場を作りたい」との想いから、『おはようパーソナリティ』の番組チーム一同で企画。道上家から長男（俳優の道上拓冬）が昼・夜公演を通じて朗読に臨んだほか、昼の部には、小縣以外にも道上と縁の深い後輩アナウンサー（『道上洋三の健康道場』パーソナリティ代理の伊藤史隆と元・アシスタントの津田理帆）が登場した。さらに、伊藤の同期に当たるシニアアナウンサーで、当日の早朝に『サクサク土曜日　中邨雄二です』（朝日放送ラジオの生ワイド番組）へ出演していた中邨雄二が昼・夜公演とも司会を担当。
  - イベントでの朗読に際しては、『拝啓、おふくろ』の一節をベースにオリジナルの脚本を作成。この脚本の朗読に加えて、上記の出演者によるトークステージや「虹へ」（道上が作詞・沼光が作曲を手掛けた『 - 道上洋三です』放送45周年テーマソング）「六甲おろし」の歌唱で構成されていた。
  - イベントの売上金の一部を医療団体に寄附することを前提に、イベントチケットの一般発売を1月26日（水曜日）に開始したところ、昼・夜公演とも早々に完売。この事態を受けて、イベント動画のライブ／アーカイブ配信を「PIA LIVE STREAM」（チケットぴあが有料で運営するストリーミングサイト）で実施することになった。昼・夜公演とも配信動画視聴券の料金を公演のチケットより割安に設定していて、朝日放送ラジオでは他の生ワイド番組やスポットCMでも「PIA LIVE STREAM」の利用をリスナーに推奨していたほか、動画配信サービスと馴染みのないリスナー向けに電話での案内サービスを提供。アーカイブ動画は、3月14日（火曜日）の18:00から21日（火曜日・春分の日）23:59までの期間に限って配信された。
  - 朝日放送ラジオでは、4月2日（日曜日）の22:00 - 23:00に『拝啓、おふくろ朗読会』という特別番組を編成したうえで、昼公演の同録音源から朗読パートのみをノーカットで放送。放送に際しては、『 - 小縣裕介です』のアシスタントが翌3日から交代する旨の告知を兼ねて、小縣自身がナビゲーターを務めた。

#### 2024年
- 朗読会にトークショーを組み合わせた『野球!野球!野球!吉田義男90歳』というイベントを、2024年3月16日（土曜日）にあましんアルカイックホール・オクトで2回にわたって開催。吉田義男（前述）が前年（2023年）の誕生日で90歳に達したことや、阪神が前年に（吉田の第2期監督時代の1985年以来）38年振りの日本シリーズ制覇を成し遂げたことを背景に、「ABCラジオ朗読会」と銘打って『おはようパーソナリティ』の番組チーム一同で企画した。
  - 朗読会では、芸能界きっての阪神ファンである松村邦洋の語り（「吉田の声帯模写」という十八番を生かしたストーリーテリング）をベースに、90年にわたる吉田の生涯を小縣・古川・中邨・藤崎健一郎（いずれも朝日放送テレビのアナウンサー）と開催時点でのアシスタント陣（板垣・江崎・去来川）による朗読で紹介。「お昼の部」（12:00開演）・「夕方の部」（16:00開演）とも、かつて「こどもの詩」で紹介された「野球」という詩を作者（兵庫県西宮市在住の男子小学生）自身が読む演出（「始球詩」）を朗読の前に施していたほか、藤崎が「1人18役」もの朗読、沼光がピアノの演奏を披露した。
  - 昼・夕公演とも、朗読会の後には、阪神による球団史上初の「アレンパ」（セ・リーグおよび日本シリーズの連覇）達成の可能性などを討論するトークショーを開催した。総合司会は中邨で、トークショーには吉田本人に加えて、小縣・寺尾・松村が2回とも登壇。「お昼の部」に組まれた「投手編」では中西清起、「夕方の部」に組まれた「打者編」では濱中治（いずれも阪神のOBで朝日放送テレビの野球解説者）がトークショーに加わった[10]。
  - 「PIA LIVE STREAM」では、前述した『拝啓、おふくろ』に続いて、イベント動画のライブ配信を実施。アーカイブ動画を3月24日（日曜日）の23:59まで配信していたほか、配信期間満了日の1週間後（3月31日）には、「お昼の部」から朗読の同録音源を活用したダイジェスト番組を朝日放送ラジオで21:00 - 22:00に放送した。ちなみに、動画の撮影には複数のカメラを使用[10]。さらに、かつて『M-1グランプリ』決勝の生中継などに携わっていたカメラマン（朝日放送における中邨の同期社員）にセンターカメラでの撮影を任せるなど、地上波のテレビ放送向けの番組収録並みの体制が講じられた。